# Oblężenie Pucka
Oblężenie Pucka (2 kwietnia 1627) – bitwa stoczona między wojskami polskimi a załogą szwedzką podczas wojny polsko-szwedzkiej 1626–1629.
Z początkiem listopada 1626 roku Stanisław Koniecpolski na czele wojsk kwarcianych dotarł do Prus Królewskich, gdzie chciał wykorzystać porę zimową do przeprowadzenia kilku akcji wojskowych, z których jedna miała doprowadzić do pozbycia się garnizonu szwedzkiego w Pucku.
Pierwsza próba zakończyła się połowicznym sukcesem, gdyż Polakom udało się zająć miasto, nie powiódł się natomiast atak na silnie umocniony port. W tej sytuacji Polacy rozpoczęli blokowanie miasta. Z końcem marca 1627 Koniecpolski, korzystając z wiosennego wylewu wód Wisły, który uniemożliwił działania ofensywne wojskom szwedzkim, wyruszył ponownie na Puck. Kilkudniowe oblężenie, wspierane od strony morza ogniem działowym przybyłej z Gdańska polskiej floty Arenda Dickmanna, dało wreszcie efekt, gdyż po zniszczeniu części umocnień garnizon Pucka został zmuszony do kapitulacji.
Wszystkie działa, amunicja oraz łupy zrabowane przez Szwedów w Rzeczypospolitej dostały się w ręce wojsk koronnych.